# Zé Carlos (político)
José Carlos Nunes Júnior, mais conhecido como Zé Carlos (São Luís, 26 de maio de 1955), é um engenheiro civil e político brasileiro filiado ao Partido dos Trabalhadores (PT). Foi deputado federal, eleito pelo Estado do Maranhão.

## Biografia
Aos 22 anos de idade formou-se em Engenharia Civil pela Universidade Estadual do Maranhão (UEMA). Ainda muito jovem, aos 23 anos, iniciou sua carreira profissional na empresa Stela Engenharia. No período de 1979 a 1982 trabalhou na Companhia de Habitação do Estado do Maranhão, logo após, iniciou sua carreira no serviço público federal.
- Foi gerente do Banco Nacional de Habitação no período de 1979-1987;
- Gerente da Caixa Econômica Federal de 1987 a 1990;
- Presidente da Comissão de Licitação da Caixa Econômica Federal em 1990;
- Gerente de Operações da Caixa Econômica Federal de 1990 a 1994;
- No período de 1995-1998 ocupou os cargos de Superintendente Eventual, Chefe de Saneamento, Chefe de Engenharia Caixa.
- No período de 1990 a 1995 foi Gerente de Mercado da instituição financeira.
- De 1995-1998 foi nomeado Gerente de Mercado e Desenvolvimento Urbano da Caixa.

Em 2003 ocupou o cargo mais alto de sua carreira como executivo da instituição pública financeira: foi nomeado Superintendente Regional, conquistando os melhores resultados de gestão de alta performance. 
Em 2010 aposentou-se do serviço público federal e filiou-se ao Partido dos Trabalhadores (PT), para iniciar sua carreira política concorrendo ao cargo de deputado estadual, eleito com 27.232 votos.
Em 2014 concorreu à uma vaga de deputado federal, elegendo-se com 90.531, único deputado federal eleito pelo Partido dos Trabalhadores representando o Estado Maranhão.
Em 2018 candidatou-se novamente para o cargo de deputado federal, pelo Partido dos Trabalhadores (PT) e se reelegeu com uma expressiva votação.

## Carreira política

### Deputado estadual
Sua atuação no parlamento estadual foi marcada pela qualidade de suas intervenções, pelo volume e alcance social das suas proposituras:
- Lei 9.881, mais conhecida como lei da Ficha Limpa. Essa lei impede que pessoas que respondem a processos na justiça sejam nomeados para cargos em comissão no âmbito dos órgãos do Poder Executivo e Legislativo no Estado do Maranhão. A lei funciona nos mesmos moldes da Lei da Ficha limpa para cargos políticos.
- Lei 10.186 que dispõe sobre a instituição de equipe de Transição por candidato eleito para o cargo de prefeito municipal,  possibilitando ao gestor eleito que no intervalo entre a eleição e a posse ele tenha todas as informações sobre o município para iniciar seu mandato sem perder tempo;
- Lei 10.187 que institui ao código de licitações e contratos do estado do Maranhão a obrigatoriedade das empresas apresentarem nas concorrências, declaração de que número de acidentes de trabalho da respectiva empresa seja menor à média estadual referente ao ano anterior a sua contratação.
- Criou o Fundo Estadual da Agricultura Familiar no Maranhão para fortalecimento da agricultura familiar.
- Lei da Pedagogia da Alternância que dispõe sobre apoio técnico e financeiro para as Escolas e Casas familiares rurais, a fim de dar sustentabilidade à educação do campo, fazendo que a pedagogia da alternância seja metodologia de ensino oficial do governo do estado.

### Deputado federal
Em 2014 concorreu a uma vaga de Deputado Federal, elegendo-se com 90.531 a sexta maior votação do estado do maranhão. No plano nacional, o parlamentar defende as seguintes bandeiras: o direito à habitação, a expansão e melhoria da educação do campo, a valorização da agricultura familiar, o combate à corrupção, políticas públicas voltadas às comunidades quilombolas e aos povos indígenas. 
Na Câmara dos Deputados é autor e co-autor das seguintes leis:
- PROJETO DE LEI Nº 1327/2019[2], altera o art. 14 da Lei nº 11.947, de 16 de junho de 2009, que estabelece o percentual mínimo de aquisição de gêneros alimentícios da agricultura familiar e do empreendedor familiar rural ou de suas organizações.
- PROJETO DE LEI Nº 9223/2017[3], altera a Lei nº 12.587, de 3 de janeiro de 2012, que institui a Política Nacional de Mobilidade Urbana.
- PROJETO DE LEI Nº 6435/2016[4], que dispõe sobre a instituição de equipe de transição para os cargos de governador de estado, governador do Distrito Federal e prefeito municipal.
- PROJETO DE LEI Nº 6722/2016[5], Acrescenta o art. 216-B ao Decreto-Lei nº 2.848, de 7 de dezembro de 1940 - Código Penal para tipificar o crime de assédio sexual em lugar público ou acessível ao público.
- PROJETO DE LEI Nº 3792/2015[6] (assinado em conjunto com outros deputados do PT), estabelece o sistema de garantia de direitos de crianças e adolescentes vítimas e testemunhas de violência.
- PROJETO DE LEI Nº 2111/2015[7], altera a Lei de Diretrizes e Bases da Educação (LDB), para fazer constar a exigência de manifestação do representante do Ministério Público local para o fechamento de escolas do campo, quando o fechamento for definitivo ou se der por prazo superior a um mês.
- PROJETO DE LEI Nº 1666/2015[8], altera a Lei nº 9.972, de 25 de maio de 2000, para dispensar da obrigatoriedade de classificação os produtos vegetais, subprodutos e resíduos de valor econômico adquiridos pelo Poder Público ao amparo do Programa de Aquisição de Alimentos (PAA) ou do Programa Nacional de Alimentação Escolar (PNAE).